# Bram Schmitz
Bram Schmitz (Terborg, Oude IJsselstreek, 23 d'abril de 1977) és un ciclista neerlandès, professional des del 1999 al 2011. En el seu palmarès destaca la Fletxa flamenca de 2008 i el Tour de Normandia de 2009.

## Palmarès
- 1999
  - Vencedor d'una etapa de l'OZ Wielerweekend
- 2000
  - 1r a la Challenge de Hesbaye
- 2002
  - Vencedor d'una etapa de la Ster Elekrotoer
- 2003
  - 1r a la Volta a Rodes
- 2005
  - Vencedor d'una etapa de la Volta a Luxemburg
- 2007
  - 1r a l'Omloop van de Glazen Stad
  - Vencedor de 2 etapes al Cinturó a Mallorca
- 2008
  - 1r a la Fletxa flamenca
  - 1r a la Volta a Düren
- 2009
  - 1r al Tour de Normandia
  - 1r a la Ster van Zwolle